# الظهران صلبة (شرس)

تعديل مصدري - تعديل

الظهران صلبة هي إحدى قرى عزلة شرس الاسفل بمديرية شرس التابعة لمحافظة حجة، بلغ تعداد سكانها 86 نسمة حسب تعداد اليمن لعام 2004.